# Chotilsko
Chotilsko là một làng thuộc huyện Příbram, vùng Středočeský, Cộng hòa Séc.